# Ryżoszczurnik
Ryżoszczurnik (Melanomys) – rodzaj ssaków z podrodziny bawełniaków (Sigmodontinae) w obrębie rodziny chomikowatych (Cricetidae).

## Rozmieszczenie geograficzne
Rodzaj obejmuje gatunki występujące w Ameryce Środkowej i Południowej.

## Morfologia
Długość ciała (bez ogona) 110–145 mm, długość ogona 70–111 mm, długość ucha 14–18 mm, długość tylnej stopy 24–30 mm; masa ciała 43–48 g.

## Systematyka
Rodzaj (w randze podrodzaju w obrębie Oryzomys) zdefiniował w 1902 roku angielski zoolog Oldfield Thomas w artykule poświęconym nowym formom ssaków, opublikowanym w czasopiśmie The Annals and magazine of natural history. Gatunkiem typowym jest (oryginalne oznaczenie) ryżoszczurnik ciemny (M. caliginosus). 

### Etymologia
Melanomys: gr. μελας melas, μελανος melanos ‘czarny’; μυς mus, μυος muos ‘mysz’.

### Podział systematyczny
Do rodzaju należą następujące gatunki:
| Grafika | Gatunek               | Autor i rok opisu    | Nazwa zwyczajowa         | Podgatunki         | Rozmieszczenie geograficzne | Podstawowe wymiary                                 | Status IUCN |
| ------- | --------------------- | -------------------- | ------------------------ | ------------------ | --- | -------------------------------------------------- | ----------- |
|         | Melanomys chrysomelas | (J.A. Allen, 1897)   |                          | gatunek monotypowy | południowo-zachodni Honduras, Nikaragua i Kostaryka; niepotwierdzony w Panamie; zakres wysokości: 0–1000 m n.p.m.                 | DC: 11–13 cm DO: 8–10 cm MC: brak danych           | NE          |
|         | Melanomys idoneus     | (E.A. Goldman, 1912) |                          | gatunek monotypowy | endemit Panamy (silnie zalesione zbocza wzgórz; granice zasięgu nieznane); zakres wysokości: 550–850 m n.p.m.                     | DC: 11,3–13 cm DO: 7,6–9,9 cm MC: brak danych      | NE          |
|         | Melanomys columbianus | (J.A. Allen, 1899)   |                          | gatunek monotypowy | północna Kolumbia (Sierra Nevada de Santa Marta) i skrajnie północno-zachodnia Wenezuela; zakres wysokości: 1000–2500 m n.p.m.    | DC: 12,5–14,5 cm DO: 8–10 cm MC: 43–48 g           | NE          |
|         | Melanomys caliginosus | (Tomes, 1860)        | ryżoszczurnik ciemny     | gatunek monotypowy | andyjskie i pacyficzne lasy od zachodnio-środkowej Kolumbii do południowo-zachodniego Ekwadoru; zakres wysokości: 0–2300 m n.p.m. | DC: – cm DO: – cm MC: – g                          | LC          |
|         | Melanomys robustulus  | O. Thomas, 1914      | ryżoszczurnik krzepki    | gatunek monotypowy | nizinne lasy we wschodnim Ekwadorze i północnym Peru; zakres wysokości: 400–1200 m n.p.m.                                         | DC: około 12,2 cm DO: około 9,2 cm MC: brak danych | LC          |
|         | Melanomys zunigae     | (Sanborn, 1949)      | ryżoszczurnik nadbrzeżny | gatunek monotypowy | endemit Peru (Cerro San Jerónimo i Lomas de Atocongo); zakres wysokości: 600–800 m n.p.m.                                         | DC: brak danych DO: 8,1–10,5 cm MC: brak danych    | CR          |

Kategorie IUCN:  LC  – gatunek najmniejszej troski,  CR  – gatunek krytycznie zagrożony;  NE  – gatunki niepoddane jeszcze ocenie.